# Palazzo Mazenta
Palazzo Mazenta è un palazzo cinque-seicentesco di Milano in stile barocco, ampliato nel XVIII secolo, totalmente stravolto nei suoi interni nel corso della seconda metà del Novecento. Storicamente appartenuto al sestiere di Porta Ticinese, si trova in via Amedei n. 2.

## Storia e descrizione
Il palazzo, alto tre piani, si caratterizza per la pregevole facciata, composta da otto aperture per piano e da un portale ad arco ribassato, su spalle di granito. Venne eretto fra il Cinquecento e il Seicento dalla famiglia Mazenta. Quando questa si estinse, verso la fine del Settecento, il palazzo passò ai Prinetti di Bergamo; in seguito questi lo vendettero nel corso della prima metà dell'Ottocento alle Suore Marcelline, che qui vi risiedettero per più di un secolo. Nella seconda metà del Novecento subentrò un albergo-ristorante, in occasione del quale andarono completamente persi gli originari interni del palazzo.